# George Edward Grey

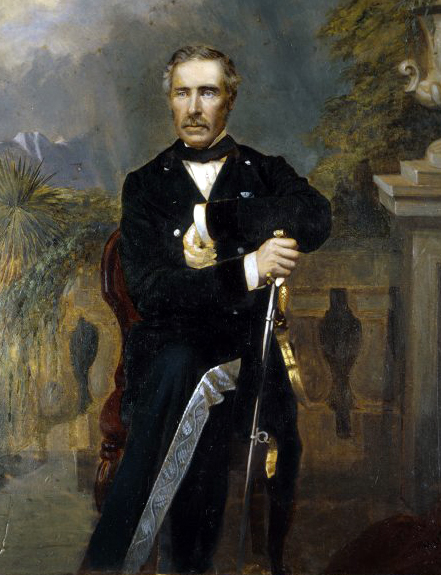
George Edward Grey

Sir George Edward Grey KCB, bei den Māori auch He Mea Kohikohi Mai genannt, (* 14. April 1812 in Lissabon; † 19. September 1898 in London) war ein britischer Kolonialpolitiker. Er amtierte als Gouverneur von South Australia, Neuseeland und der Kapkolonie (Südafrika). Von 1877 bis 1879 war er Premierminister Neuseelands.

## Leben
Grey wurde 1812, wenige Tage nach dem Tod seines Vaters in der Schlacht von Badajoz, geboren.
Als junger Mann leitete er 1837 eine schlecht vorbereitete Expedition, die den Nordwesten Australiens erkunden sollte. Die erschöpften, unerfahrenen Expeditionsteilnehmer wären beinahe ertrunken, Grey wurde bei einer Auseinandersetzung mit Aborigines verletzt. Die Gruppe musste aufgeben. Eine zweite Expedition 1839 geriet ebenfalls in große Schwierigkeiten. Die Teilnehmer konnten nur mit Hilfe eines Noongar überleben, der sie mit Nahrung und Wasser versorgte. Grey lernte als einer von wenigen Europäern die Sprache der Noongar.
Von 1841 bis 1845 war er Gouverneur von Südaustralien. Er zeichnete sich besonders durch seine Finanzpolitik aus, die die Kolonie schwere Anfangszeiten überstehen ließ. 
Er verließ Australien, um von 1845 bis 1853 und später noch einmal von 1861 bis 1868 Gouverneur von Neuseeland zu werden. Er hatte großen Einfluss auf die Neuseeländische Verfassung von 1852, die dem Land erstmals die Selbstverwaltung ermöglichte, und war maßgeblich an der Bildung von Provinzen in Neuseeland beteiligt. Er schlug Māori-Unruhen auf der Nordinsel nieder, sorgte jedoch andererseits dafür, dass die mit den Māori getroffenen Vereinbarungen, insbesondere der Vertrag von Waitangi, eingehalten wurden und Landraub unterblieb. Seine Bemühungen zur Assimilierung der Māori bleiben mangels hinreichender finanzieller Mittel demgegenüber im Wesentlichen erfolglos.
In seiner zweiten Amtsperiode in den 1860er Jahren lernte Grey die Sprache der Māori und veranlasste, dass diese ihre Legenden und Überlieferungen verschriftlichten. 1862 erwarb er Kawau Island, das er als privates Refugium herrichtete. Im folgenden Jahr organisierte er den Waikatokrieg, der dazu führte, dass die Briten das fruchtbare Ackerland in der Region Waikato in Besitz nehmen konnten, und viele britische Soldaten auf die Inseln brachte. 1875 wurde er zum Superintendenten der Provinz Auckland ernannt und zog ins Parlament ein. Zwischen 1877 und 1879 war er Premierminister.
Zwischen seinen beiden Amtszeiten in Neuseeland war er von 1854 bis 1861 Gouverneur in der Kapkolonie, wo er die nach ihm benannten Schulen Grey College (Bloemfontein) und Grey High School (Port Elizabeth) gründete. Vusamazulu Credo Mutwa, ein afrikanischer Historiker, wirft Grey vor, Mitte des 19. Jahrhunderts die Apartheid mitbegründet zu haben.

## Vermächtnis
Nach Grey sind oder waren folgende geographische Objekte benannt:
- Greytown (Neuseeland)
- Grey River/Māwheranui
- Greymouth (Neuseeland)
- Greytown (Südafrika)
- Glen Grey District, ehemalige Verwaltungseinheit in der früheren Kapkolonie

## Werke
- Polynesian Mythology and Ancient Traditional History of the New Zealand Race. H. Brett, Auckland 1885. (Digitalisat).